# Столярный угольник

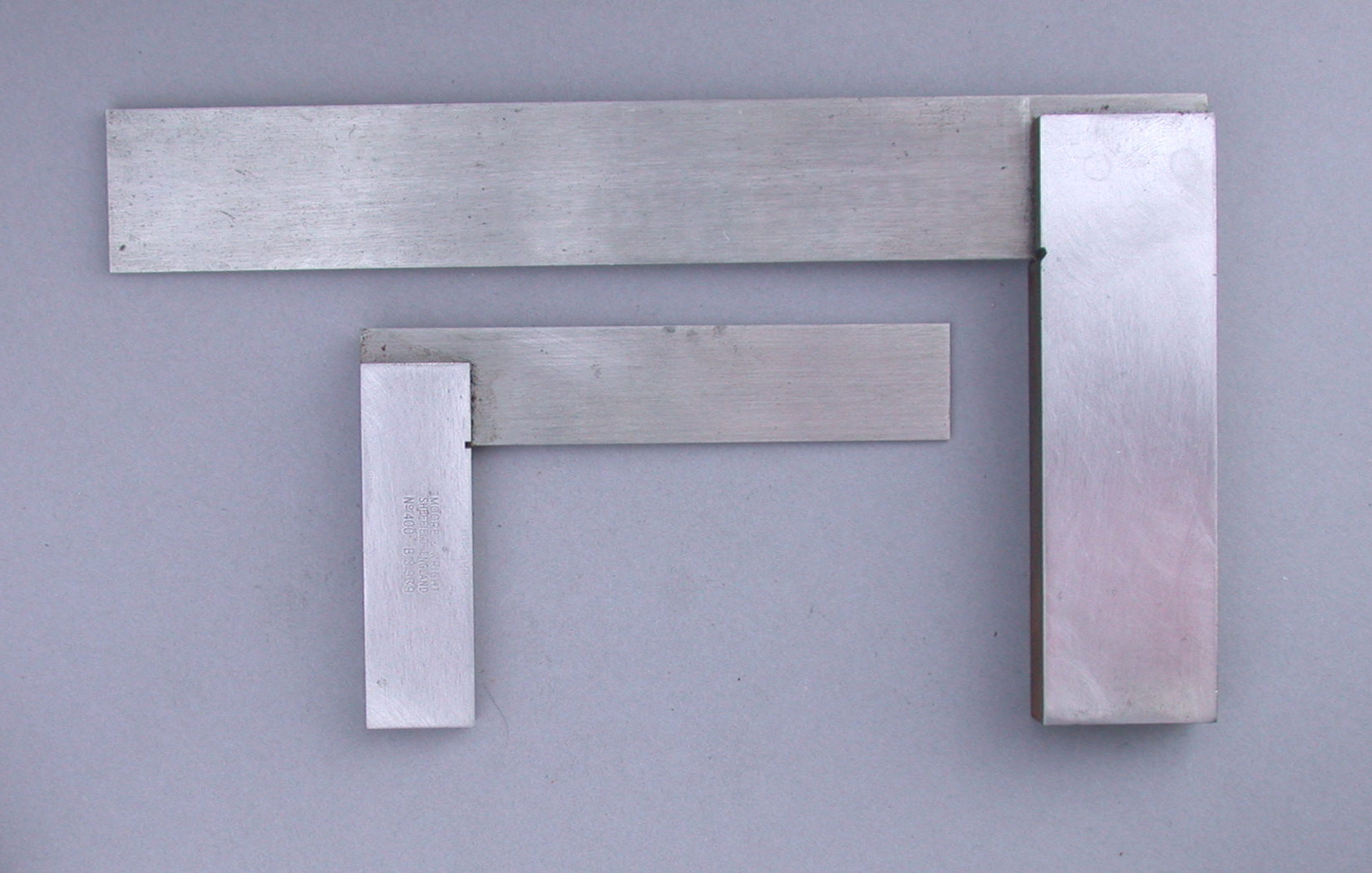
Столярный угольник

Столярный угольник — измерительный прибор, используемый в столярном деле. Он состоит из двух досок, обычно металлических (иногда могут быть угольники с двумя разными досками — деревянной и металлической), скреплённых вместе под углом 90°. Обычно на внутреннем углу присутствует небольшая выемка. Это предотвращает накопление мелких частиц на стыке и влияет на ровность углов. В отличие от наугольника, доски у него более широкие. Столярные угольники имеют погрешность в измерении[чего?] не более 0,00051 см. Существуют угольники, где доски прикреплены под углом больше 90° — чаще 120, 135 или 150°.